# Det kære legetøj
Det kære legetøj er en dansk film fra 1968, skrevet og instrueret af Gabriel Axel.

## Medvirkende
- Birgit Brüel
- Henrik Wiehe
- Aage Fønss
- Susanne Jagd
- Eddie Karnil
- Arne Hansen
- Kirsten Norholt
- Hardy Rafn
- Per Pallesen
- Poul Glargaard
- Jesper Klein